# Sheijales
Los sheijales, o clan Sheijal (en árabe, قبيلة الشيخال qubilat al-shījal; frecuentemente transliterado en inglés como Sheekhaal o Sheikhaal), también llamados Fiqi Omar, es una tribu de origen somalí. Habitan en Etiopía, Somalia y Yibuti, así como en el Provincia Nororiental de Kenia.
Los sheijales remontan su ascendencia al jeque Abadir Umar Ar-Rida, también conocido como Fiqi Umar, quien a su vez trazó su linaje hasta el primer califa árabe Abu Bakr, según el explorador Richard F. Burton, en su libro First Footsteps in East Africa. Los sheijales se consideran a sí mismos como los únicos somalíes no-descendientes de diríes o darodíes que quedan, pues afirman descender del Califa Abu Bakr y que su antepasado Jutab bin Fiqi Umar provino del Hiyaz. Fiqi Umar cruzó desde la Península arábiga hasta el Cuerno de África con sus seis hijos: Umar el Mayor, Umar el Menor, los dos Abdillahs, Ahmad y Siddik. El jeque Ar-Rida también es considerado el santo de Harrar. Asimismo, el linaje se remonta a Banu Taym, a través del primer califa Abu Bakr.
Algunas subtribus del clan Sheijal están alineados con el macroclan Hawiye, aunque esto no significa que sean Hawiyes propiamente. Por ejemplo, los Aw-Qutub, uno de los principales subclanes sheijales, también rechazan totalmente la idea de pertenecer al macroclan Hawiye. Así también Lobogay, Aw Qudub y Gendershe-Ali. Lewis (1982) menciona que el clan más grande de los sheijales es el Reer Fiqi Omar, cuyo linaje más importante, el Reer Aw Qutub, habita la región somalí de Etiopía. Según los informes, los sheijales fueron considerados políticamente como parte del clan más grande Hawiye hasta después de la guerra civil.
El general Mohamed Ibrahim Liiqliqato, que era sheijal, describió en su libro cómo el jeque se asoció con Hawiye y lo agregó como Martileh Hiraab (que significa literalmente «invitados de Hiraab»). Los sheijales también se citan como uno de los grupos religiosos de Somalia junto con los Ashraf.

## Subclanes sheijales
- Cusmaan Fiqi Cumar (o Gendershe)
- Aw-Qutub[10]
- Aw Axmed Loobage[10]
- Sheijales de la Yazira
- Reer Aw Sacid (Ali Fiqi cumar)

Faqi Ayuub Fiqi Omar Gursum en Etiopía y el este de Hararge
- Qallu[10]
- Tedan[10]
- Abib[10]
- Cali Cafiif[10]
- Gudle[10]
- Cabdisamad[10] (encontrado en Banadir Shangani)
- Sheikh Hayti[10]
- Seyle[10]

## Figuras destacadas
- Abdulrahman Kinana, primer presidente de la Asamblea Legislativa de África Oriental, 2001–2006; ex Viceministro de Relaciones Exteriores y Ministro de Defensa de Tanzania.
- Mohamed Ibrahim Liqliiqato, destacado político, diplomático y general de división somalí de la región de Kismayo Lower Jubba. Fue embajador de Somalia en la Unión Soviética y embajador en Alemania Occidental en la década de 1970. También ocupó el ministerio de Agricultura y el Ministerio del Interior. Es el presidente del parlamento con más años de servicio, ocupando el cargo desde 1982 hasta 1991. El puente Liiqliiqato en Beledwen lleva su nombre.
- Mohammed Hussein Ali, ex comisionado de la Policía de Kenia
- Fahad Yasin Haji Dahir, ex director general de NISA y jefe de gabinete de Villa Somalia.[cita requerida]
- Dahir Adan Elmi, jefe de las Fuerzas Armadas de Somalia, general de división y comandante del batallón Qabdir-Daharre en la guerra entre Somalia y Etiopía en 1977, que ganó el premio de oro a la valentía en esa guerra. Se le considera el general más condecorado del ejército somalí.